# Брунвард
Брунвард (? — 14 января 1238 года) — каноник при Шверинском соборе (1178—1191) и епископ в Шверине (1191—1238). Принял служебные обязанности сразу же после смерти своего предшественника — епископа Берно.

## Жизнеописание

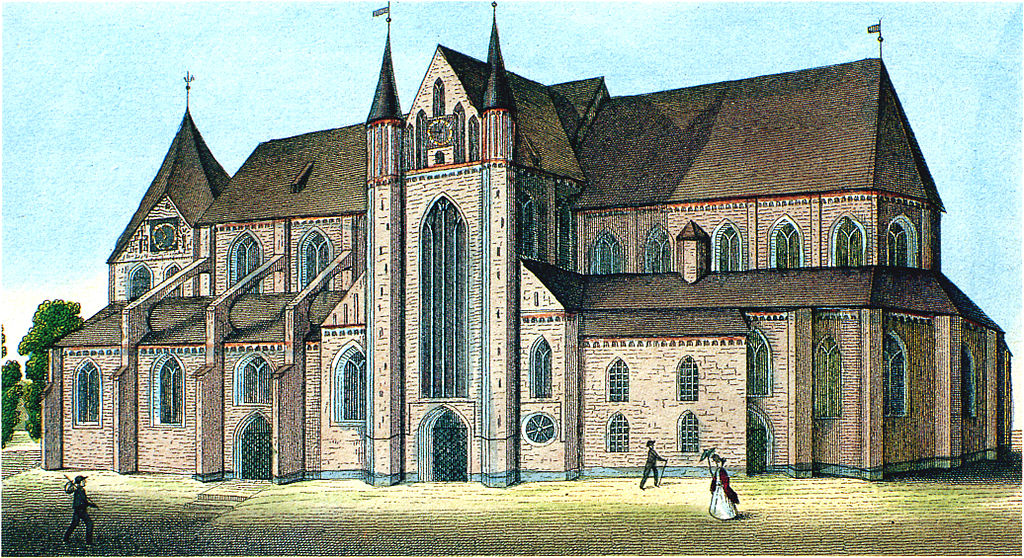
Шверинский собор

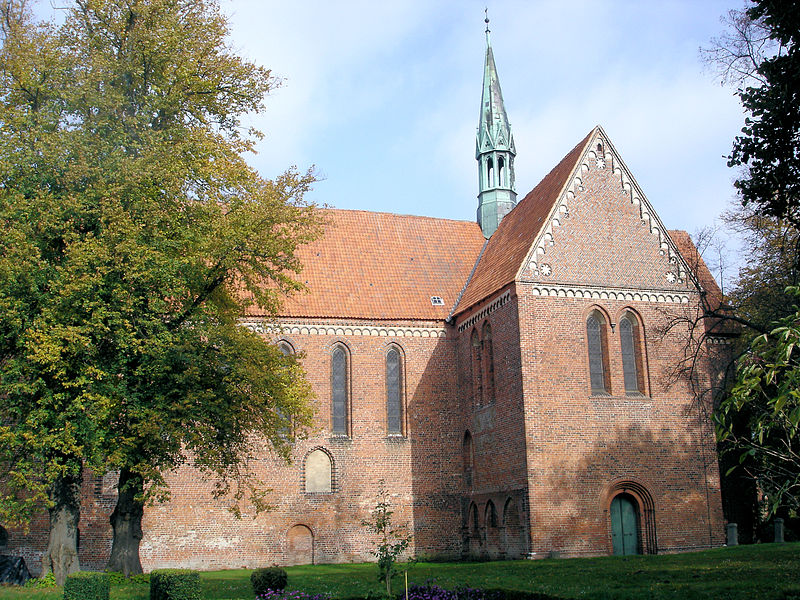
Монастырь Зонненкамп в Нойклостере

### Ранние годы
Предки Брунварда были немцами, министериалами. Предположительно, Брунвард был потомком переехавшей из Нижней Саксонии в Мекленбург рыцарской семьи Негенданк.
Брунвард стал каноником при Шверинском соборе в довольно юном возрасте, в 1191 году он был возведен в сан старшего священника кафедрального собора.

### Епископ Шверина
Особые заслуги проявил епископ Брунвард после 1218 года, в период создания монастырей и расширения находившимся под его юрисдикцией диоцезе за счет строительства новых церквей. Брунвард основал больше монастырей, чем любой другой епископ в диоцезе Шверина. 1 октября 1219 года князь Генрих Борвин I основал и утвердил вместе с епископом Брунвардом небольшой конвент женского монашеского ордена в новом монастыре Св. Марии в Нойклостере. Брунвард выделил для него десятину из монастырской территории. В 1232 году последовало основание монастыря в Рюне.
Епископ Брунвард поддерживал конвент францисканцев в Шверине. В 1236 году францисканских церквей в этой области еще не было, но уже был открыто кладбище.
Епископ Брунвард стремился консолидировать монастырские земли вокруг Бютцова и Варина в центре с обеими епископскими резиденциями и основанными во времена его правления монастырскими церквями в Бютцове и Варине. 24 января 1229 в Бютцове был утвержден второй пресвитер, 8 июля 1229 Варин перешел в подчинение архидиаконата монастыря в Рюне. Под руководством Брунварда диоцез постепенно был разделен на архидиаконаты, а многочисленные функции епископов были переданы архидиаконам.

### Смерть
Епископ Брунвард был достойным представителем своего сословия, который несмотря на все трудности в политически неспокойное время с честью выполнял свои обязанности. Он может считаться одним из выдающихся епископов Шверина. Он умер 14 января 1238 года. Место, где он был похоронен, остается неизвестным.